# Giove
Giove är en ort och kommun i provinsen Terni i regionen Umbrien i Italien. Kommunen hade 1 897 invånare (2018).